# Edge of Sanity
Gli Edge of Sanity sono un gruppo musicale tra death metal e progressive death metal svedese attiva principalmente dal 1989 al 1997. Nel 2003, il solo Dan Swanö (leader della formazione originale) ha riesumato il nome per la realizzazione dell'album Crimson II.

## Formazione

### Ultima formazione
- Dan Swanö - voce  (1989–1997, 2003), chitarra (1994–1997, 2003), tastiere (1992–1993, 1997), basso (1997, 2003),  batteria (2003)

### Ex componenti
- Andreas Axelsson - chitarra (1989–1999), voce (1997)
- Sami Nerberg - chitarra (1989–1999)
- Anders Lindberg - basso (1989–1999)
- Benny Larsson - batteria (1989–1999)
- Robert Karlsson - voce (1997–1999)

## Discografia
Album in studio
- 1991 - Nothing But Death Remains
- 1992 - Unorthodox
- 1993 - The Spectral Sorrows
- 1994 - Purgatory Afterglow
- 1996 - Crimson
- 1997 - Infernal
- 1997 - Cryptic
- 2003 - Crimson II

EP
- 1994 - Until Eternity Ends

Raccolte
- 1999 - Evolution
- 2006 - The Best of Edge of Sanity

Demo
- 1989 - Euthanasia
- 1990 - Kur-Nu-Gi-A
- 1990 - The Dead
- 1990 - The Immortal Rehearsals
- 1992 - Dead But Dreaming
- 1993 - Darkday
- 1993 - Lost
- 1993 - The Spectral Sorrows Demos